# Pača
Pača (maďarsky Pacsa) je obec na Slovensku, v okrese Rožňava v Košickém kraji. V obci žije 524 obyvatel.

## Kultura a zajímavosti
- Římskokatolický kostel Nejsvětější Trojice, jednolodní klasicistní stavba se segmentovým ukončením presbytáře a věží tvořící její součást z počátku 19. století. Fasáda je členěna pilastry, malá střešní věžička má barokní helmici s laternou. Interiér je historizující v duchu neogotiky.
- Dům číslo 20, dvouprostorový dům na půdorysu písmene L z konce 19. století. Příklad lidového stavitelství.[3] V síni (vstupní prostor) se nachází černá kuchyně s otevřeným ohništěm. V přední místnosti s rovným trámovým stropem se nachází hranolová pec.
- Podle místní lidové pověsti má v lesích, konkrétně v části Blažejove Bralo, sídlit tajemná entita (démon).

## Galerie

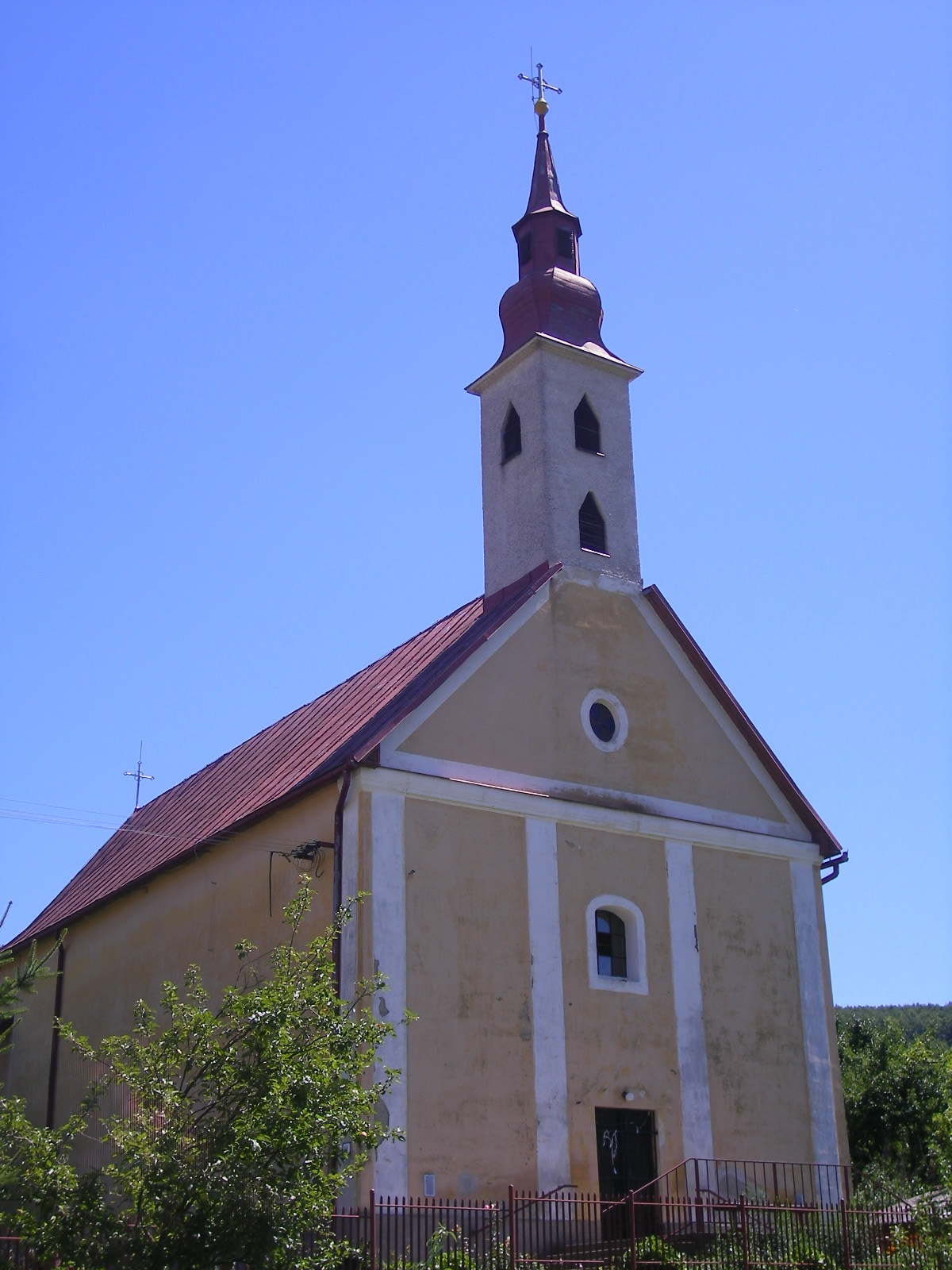
Kostel Nejsvětější Trojice
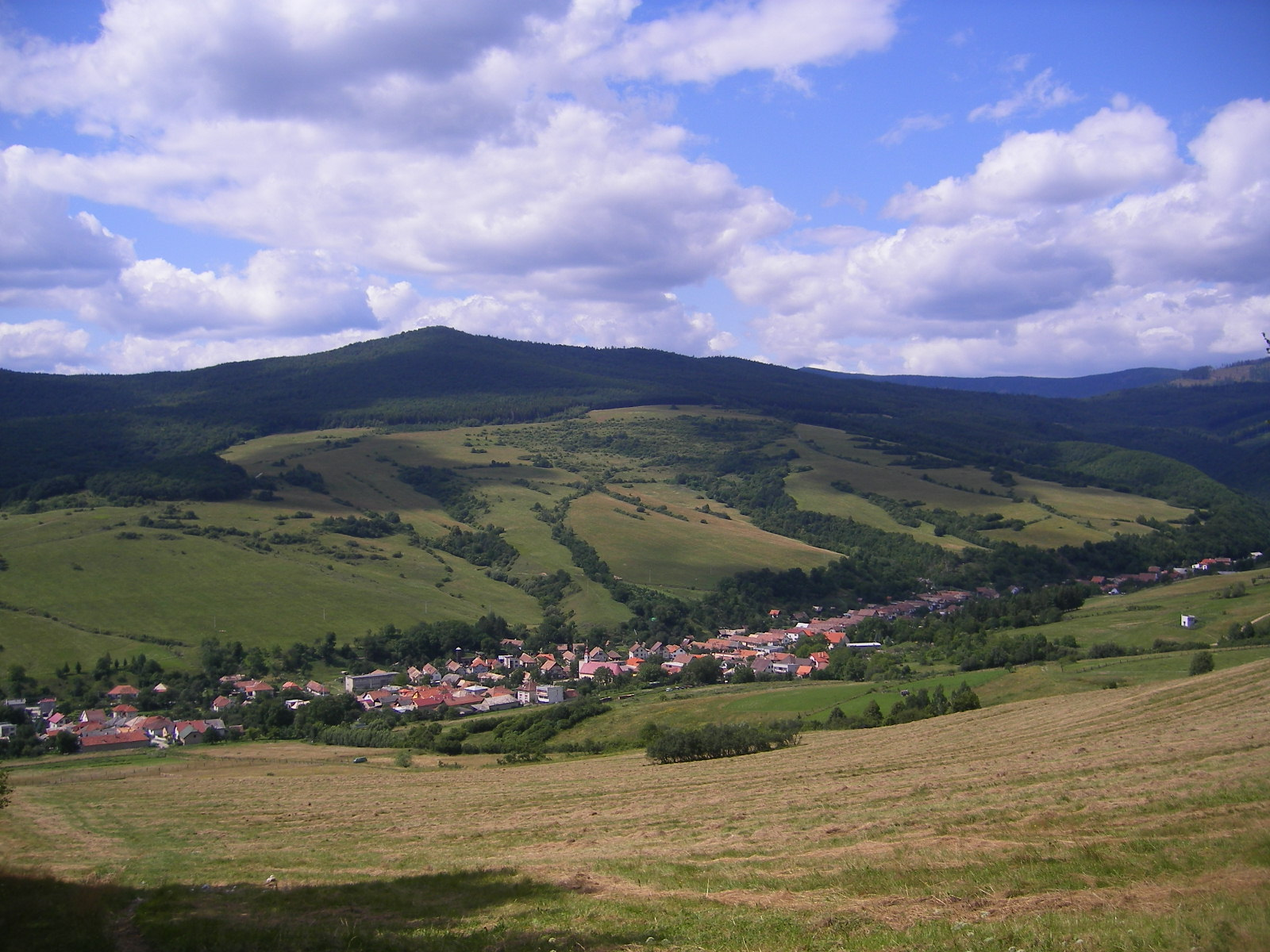
Pohled na obec od východu
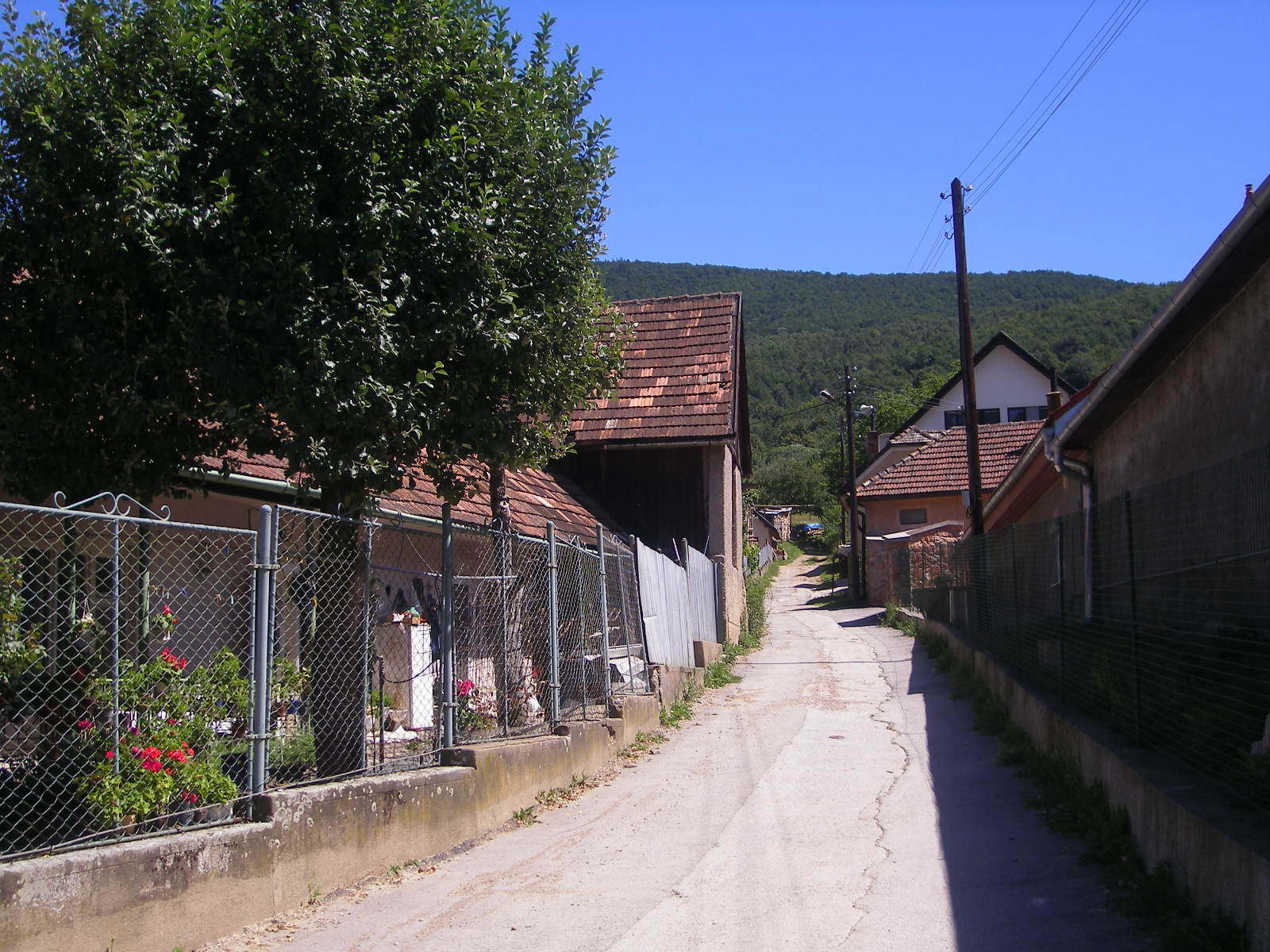
Pača
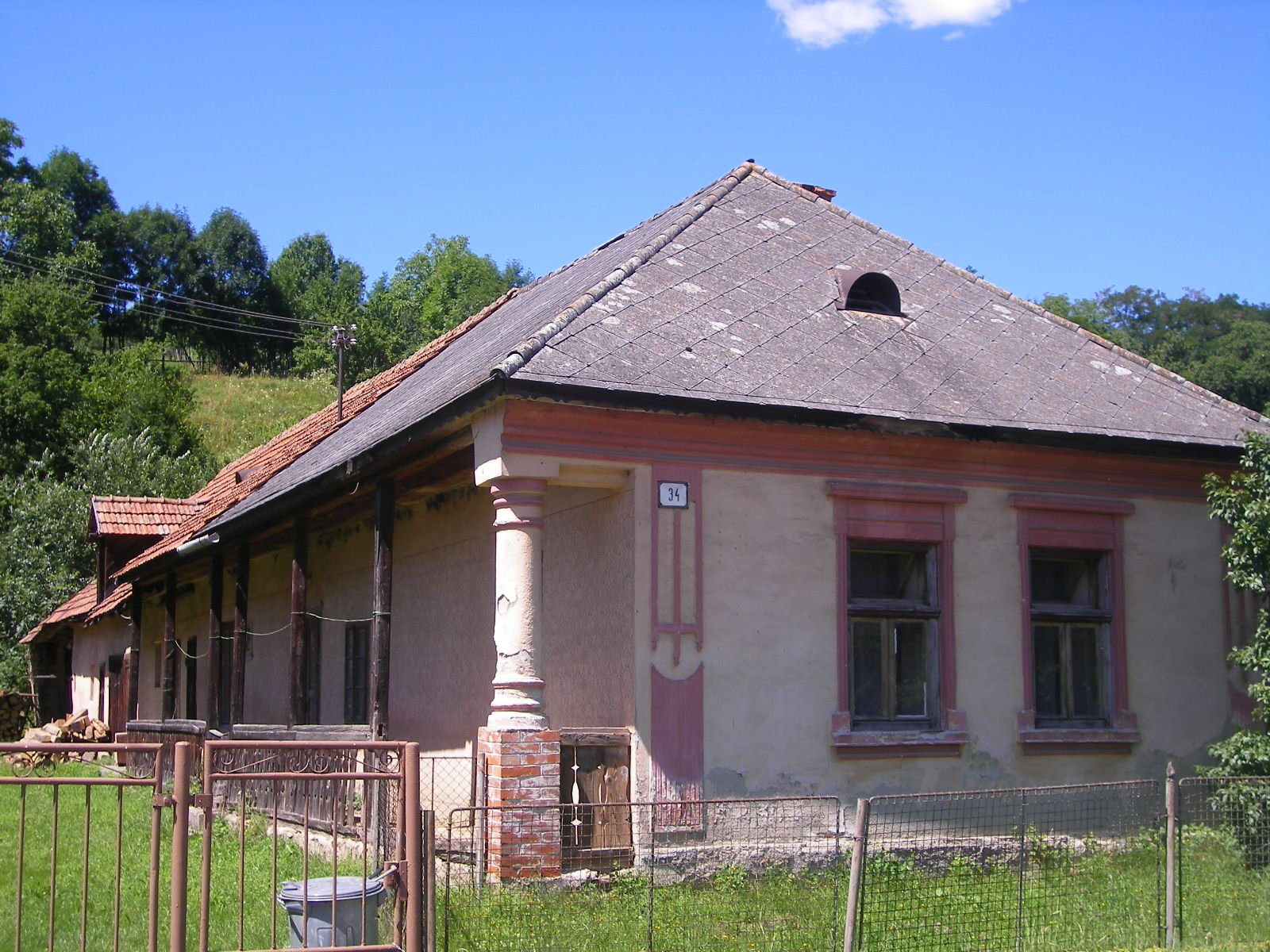
Pača, starý dům
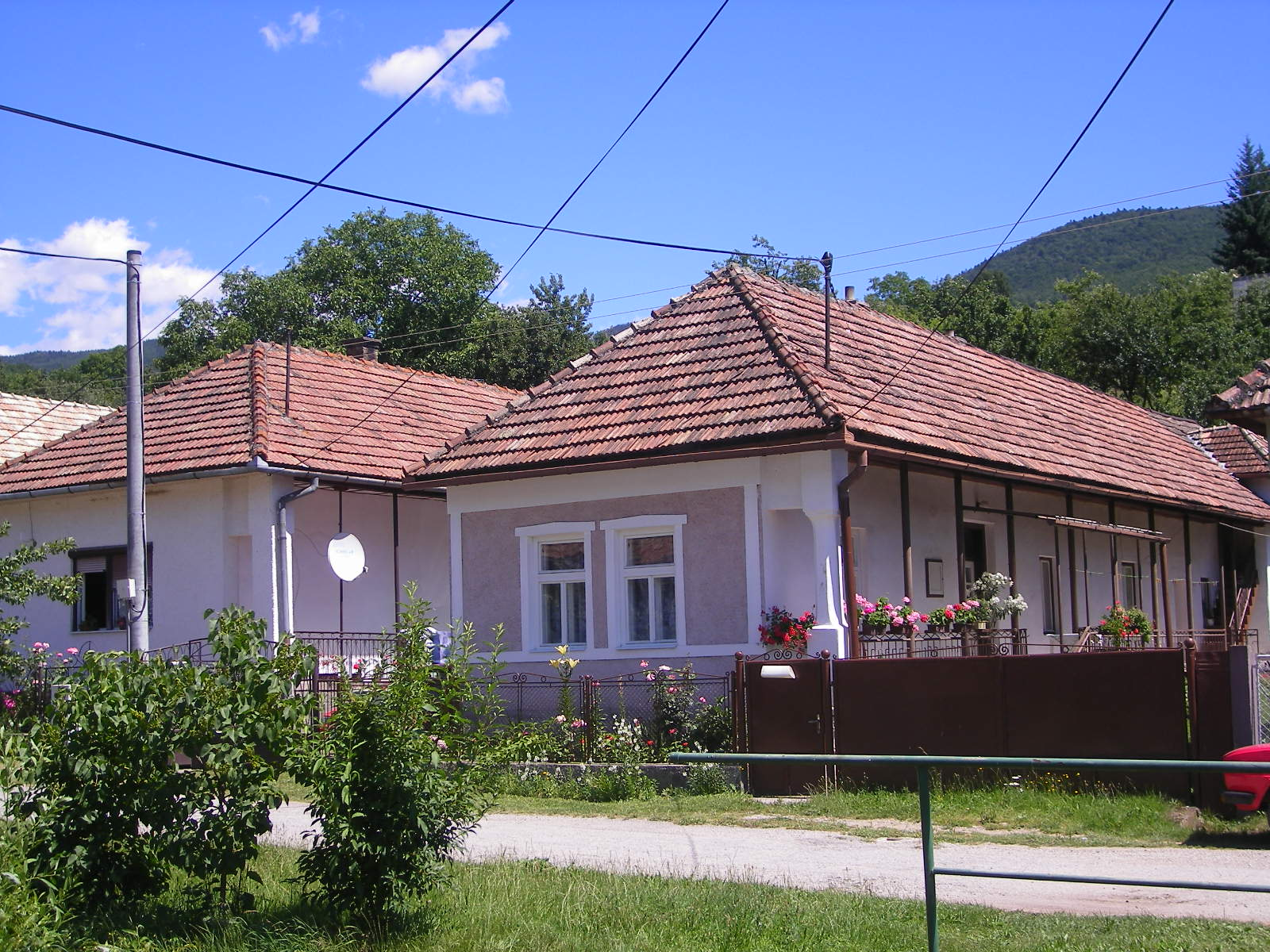
Pača, starý dům
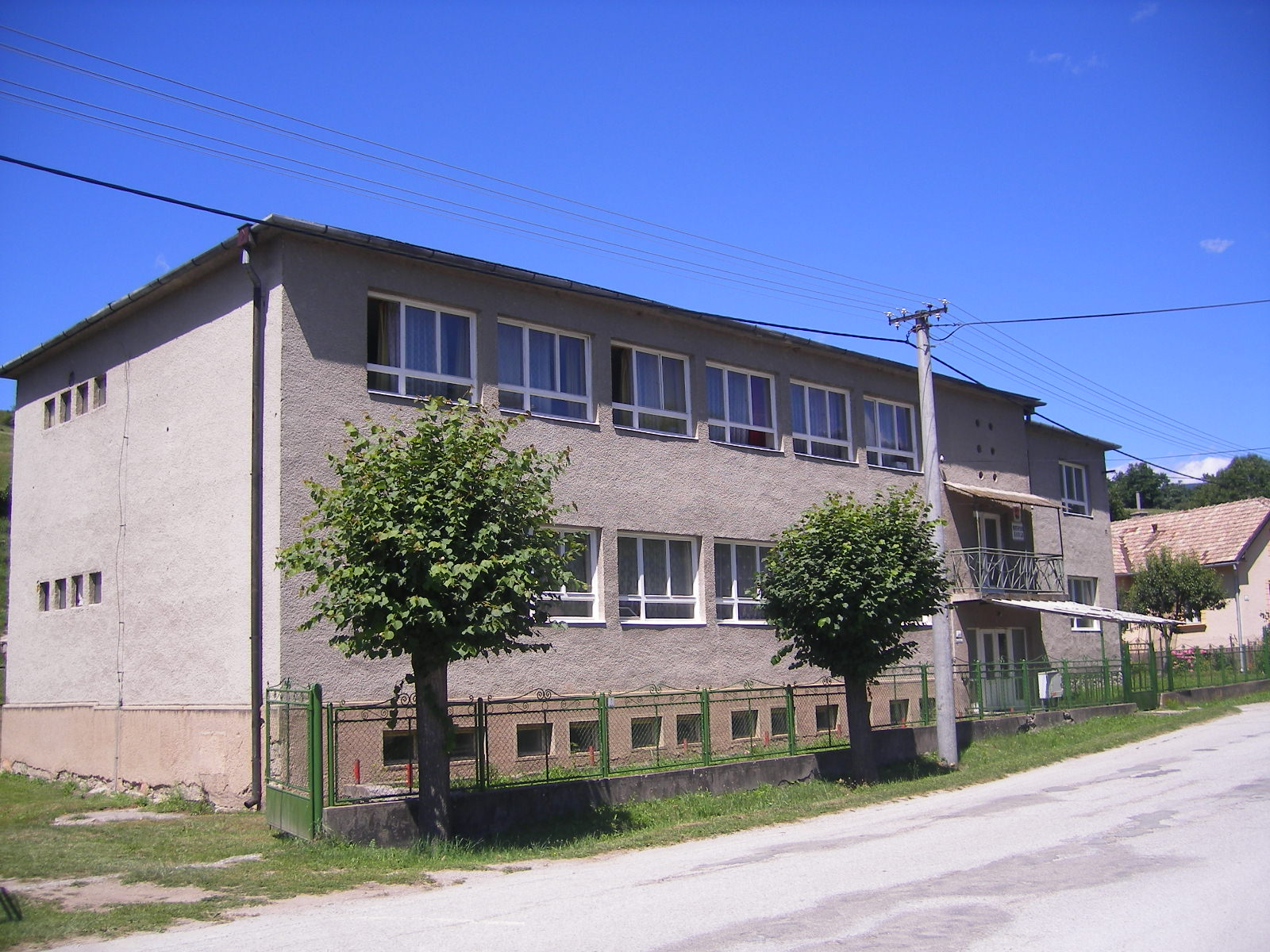
Pača, škola
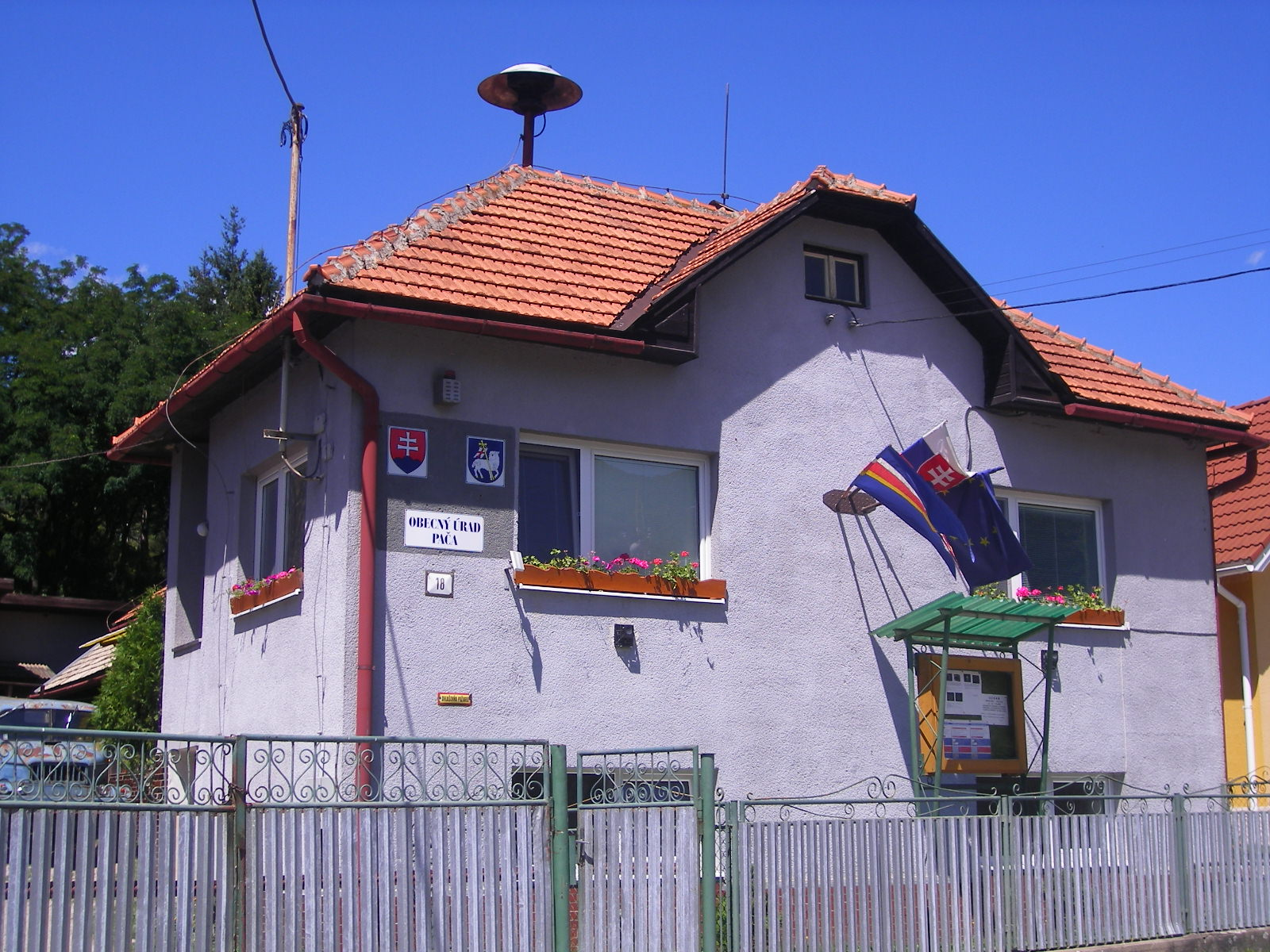
Pača, radnice
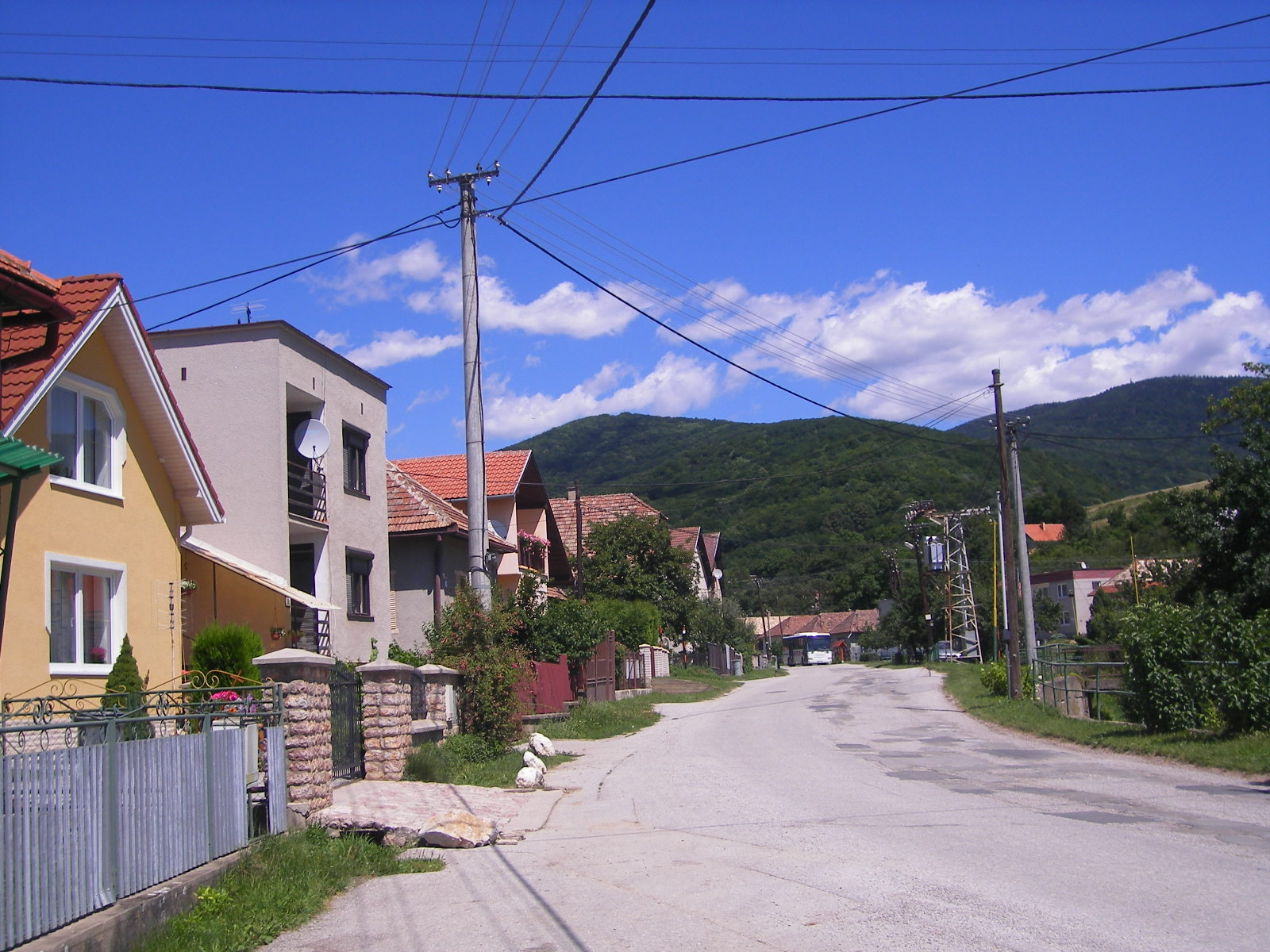
Pača, centrum
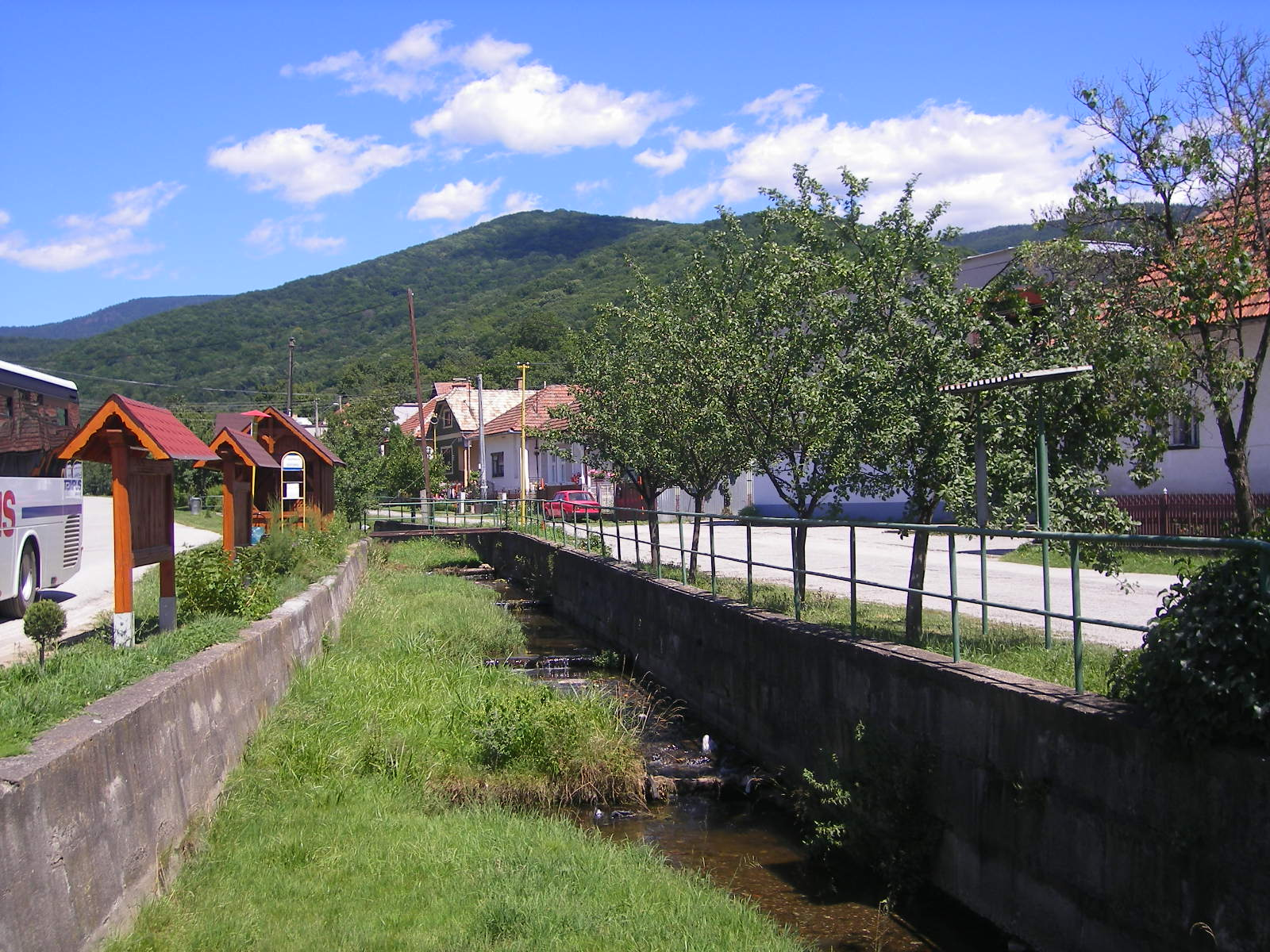
Pača, hlavní ulice
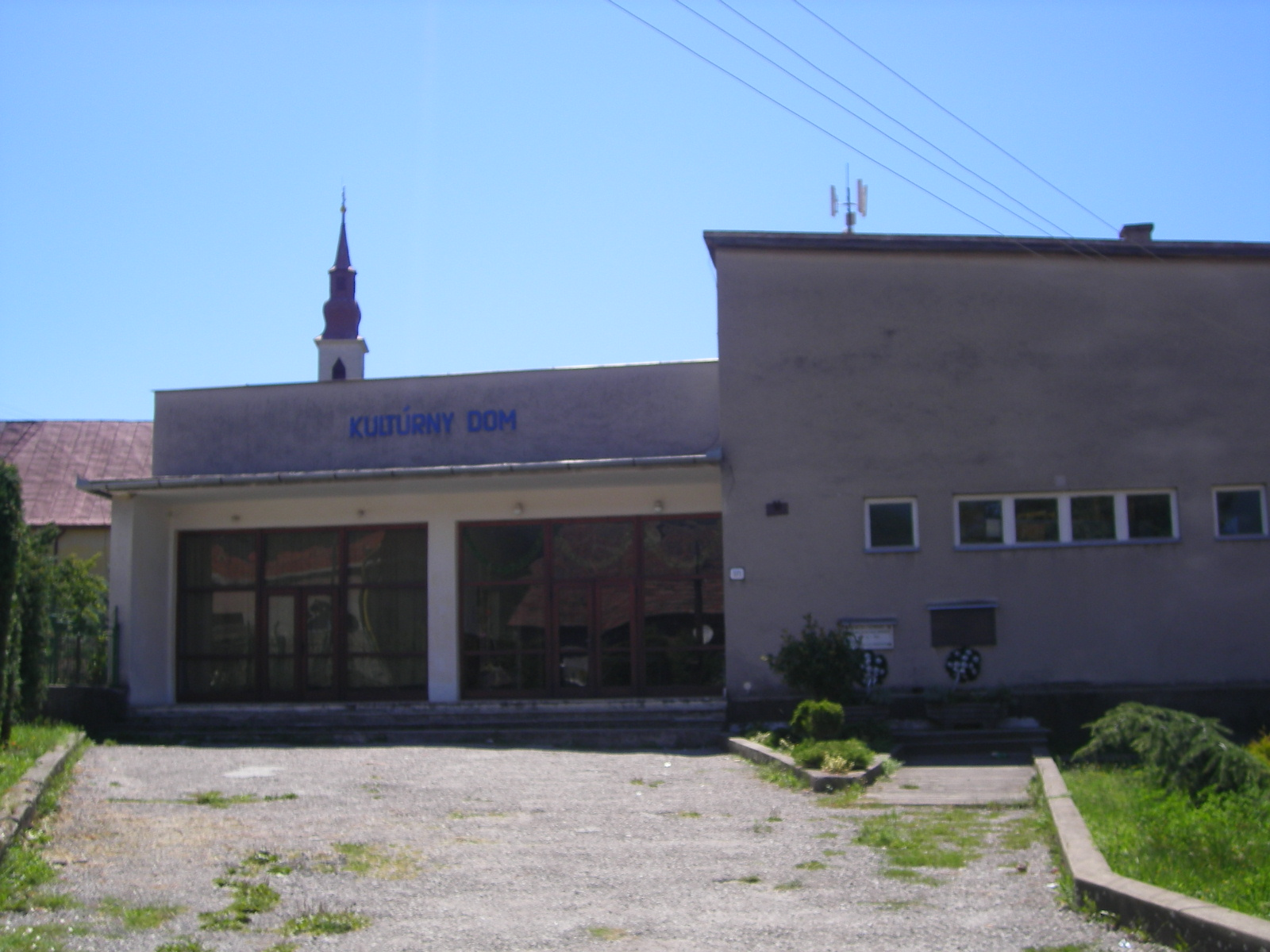
Pača, kulturní dům